# CDBurnerXP
CDBurnerXPとはMicrosoft Windows対応の光ディスクオーサリングソフトウェアアプリケーションである。2007年9月公開のバージョン4ではほとんどVB.NET言語で書かれている。多言語対応で、32ビット、64ビット両方ダウンロードすることができる。
CD-R, CD-RW, DVD-R, DVD-RW, DVD+R, DVD+RW, Blu-ray Disc, HD DVDにデータを書き込むだけでなくレッドブック形式で音楽ファイル(WAV, MP3, MP2, FLAC, Windows Media Audio, AIFF, BWF (Broadcast WAV), Opus, Ogg Vorbis)を書き込むこともできる上、ISOイメージの作成や書き込み、UDFやISO 9660形式での書き込み、ブート可能ディスクの作成もできる。
CDBurnerXPはフリーウェアだが現在プロプライエタリなライブラリを使用しているためクローズドソースである。標準的なインストーラーにはOpenCandyがバンドルされているが、バンドルされていないバージョンも有り、MSI形式やポータブルバージョンではインストールの必要がない。